# Bill Woolsey
Bill Woolsey, właśc. William Tripp Woolsey (ur. 13 września 1934 w Honolulu, zm. 25 czerwca 2022) – amerykański pływak. Dwukrotny medalista olimpijski.
Specjalizował się w stylu dowolnym. Brał udział w dwóch igrzyskach (IO 52, IO 56), na obu zdobywał medale w kraulowej sztafecie. W 1952 Amerykanie triumfowali, cztery lata później zajęli drugie miejsce. Podczas pierwszego startu partnerowali mu Wayne Moore, Ford Konno i James McLane.